# Eugène Fromentin

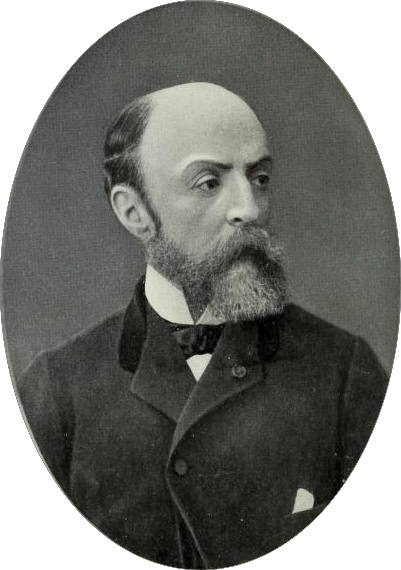
Eugène Fromentin

Eugène Fromentin (* 24. Oktober 1820 in La Rochelle; † 27. August 1876 in St. Maurice bei La Rochelle) war ein französischer Schriftsteller, Kunstkritiker und Maler. Sein Ansehen als Schriftsteller erlangte er mit dem psychologischen Roman Dominique (1862).

## Leben

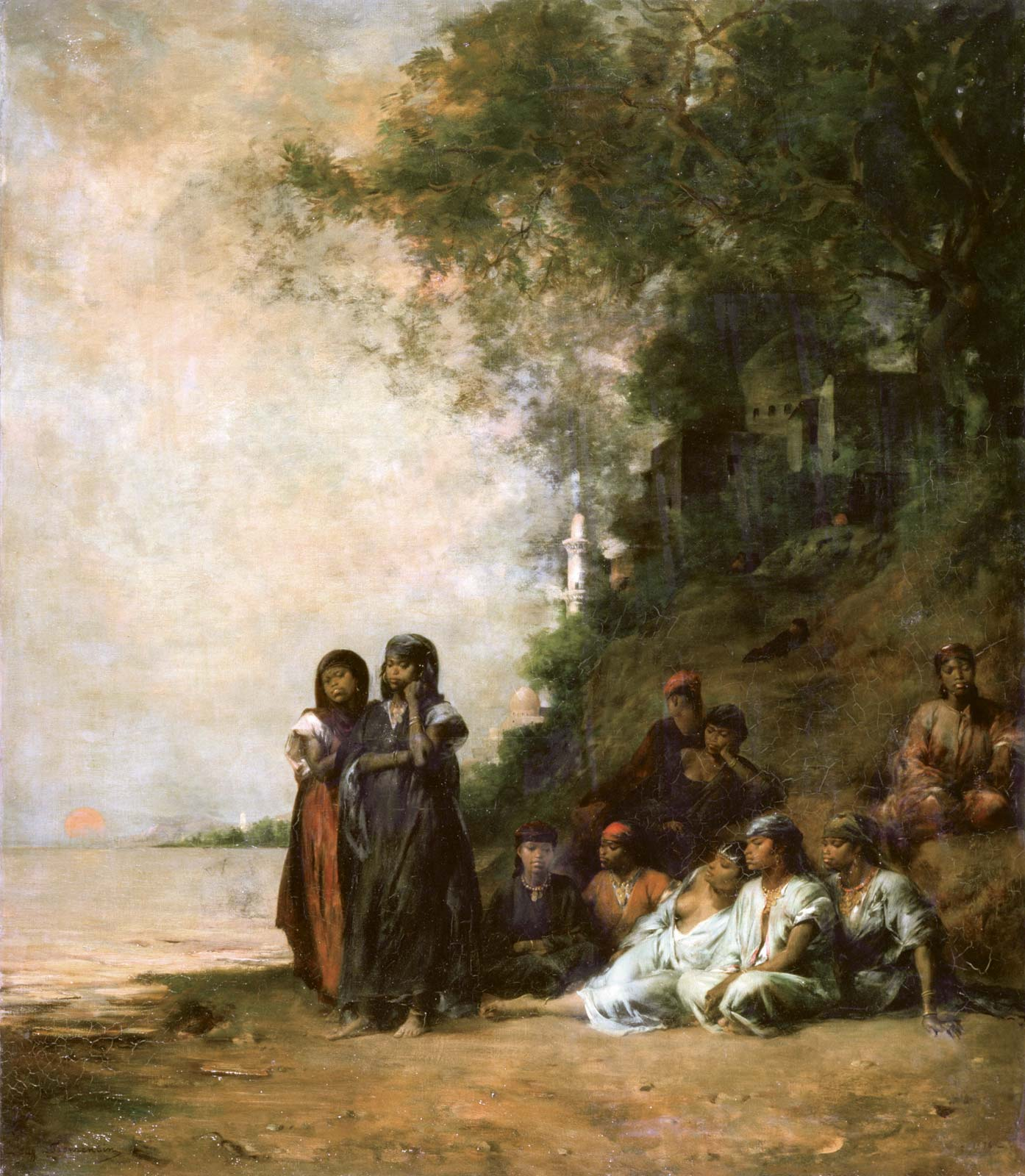
Ägyptische Frauen auf dem Rand des Nils, 1876

Nach der Schule studierte er auf Wunsch seines Vaters, einem Arzt, ab 1839 Rechtswissenschaften in Paris und widmete sich anschließend neben der Schriftstellerei der Malerei. Einer seiner Lehrer war der Landschaftsmaler Louis Cabat. Er orientierte sich an die zeitgenössische französische Malerei und an holländischen Landschaftsmalereien. Beeinflussen ließ er sich durch Eugène Delacroix und Jean-Baptiste Camille Corot.
Fromentin war einer der frühesten bildhaften Interpreten von Algerien. Namentlich durch den Orientmaler Marilhat beeinflusst, beschloss er, ein neues Gebiet der Orientmalerei mit der Schilderung der nordafrikanischen Wüste zu betreten. 1846 reiste er zum ersten Mal für sechs Wochen nach Algerien. Weitere Reisen nach Algerien erfolgen von 1848 bis 1849 und von 1852 bis 1853. Die Frucht dieser Studienreisen waren nicht nur zahlreiche Gemälde, sondern auch zwei vortreffliche Reiseschilderungen in Briefen: „Un été dans le Sahara“ (1857; 8. Aufl. 1884) und „Une année dans le Sahel“ (1859; 5. Aufl. 1884). Eine illustrierte Ausgabe von beiden erschien 1878. Der Roman  Dominique  erschien zum ersten Mal in der Revue des Deux-Mondes (Mai 1862), sodann bei Hachette (1863).
Neben Algerien waren seine Hauptwirkungsstätten in Nordafrika, Paris, die Riviera (Saint-Raphaël) und La Rochelle. Zu seinen Schülern gehörte Fernand Cormon und Henri Gervex und er war eng befreundet mit Gustave Moreau. Im Jahr 1869 besuchte Fromentin Ägypten, 1870 Venedig und 1875 Belgien und Holland, wo er die niederländischen Meister studierte und das Resultat dieser Studien in einer geschriebenen Analyse: „Les maitres d'autre fois“ (Die Alten Meister, Paris. 1876) niederlegte. Das Buch wurde in seinem letzten Lebensjahr veröffentlicht und beinhaltet eine kritische Sicht der Malerei.

## Als Maler
Als Maler strebte er besonders danach, die Phänomene des Lichts und der Luft, welche sich im Wüstenklima zeigen, mit größter Feinheit der Pinselführung wiederzugeben, zugleich aber der Staffage eine charakteristische Bedeutung zu verleihen. Seine Spezialität war die Abstufung der Töne in Grau und Violett. Seine Hauptbilder sind: maurisches Begräbnis (1853), Gazellenjagd, Audienz bei einem Kalifen, schwarze Gaukler bei den Nomaden, Straße Bab el Gharbi in El Aghuât (1859), arabische Kuriere, arabisches Biwak bei Tagesanbruch, der arabische Falkenjäger und die Falkenbeize in Algier (1863, im Luxembourg), die Reiherjagd (1865), die Fantasia in Algier (1869).
Mit seinen Algerienbildern wurde er erfolgreich, da sie den Kunstgeschmack der damaligen Zeit entsprachen. Heute sind sie eher weniger beachtet. Seine Werke sind unter anderem im Musée d’Orsay in Paris zu besichtigen.

## Werke (Auswahl)

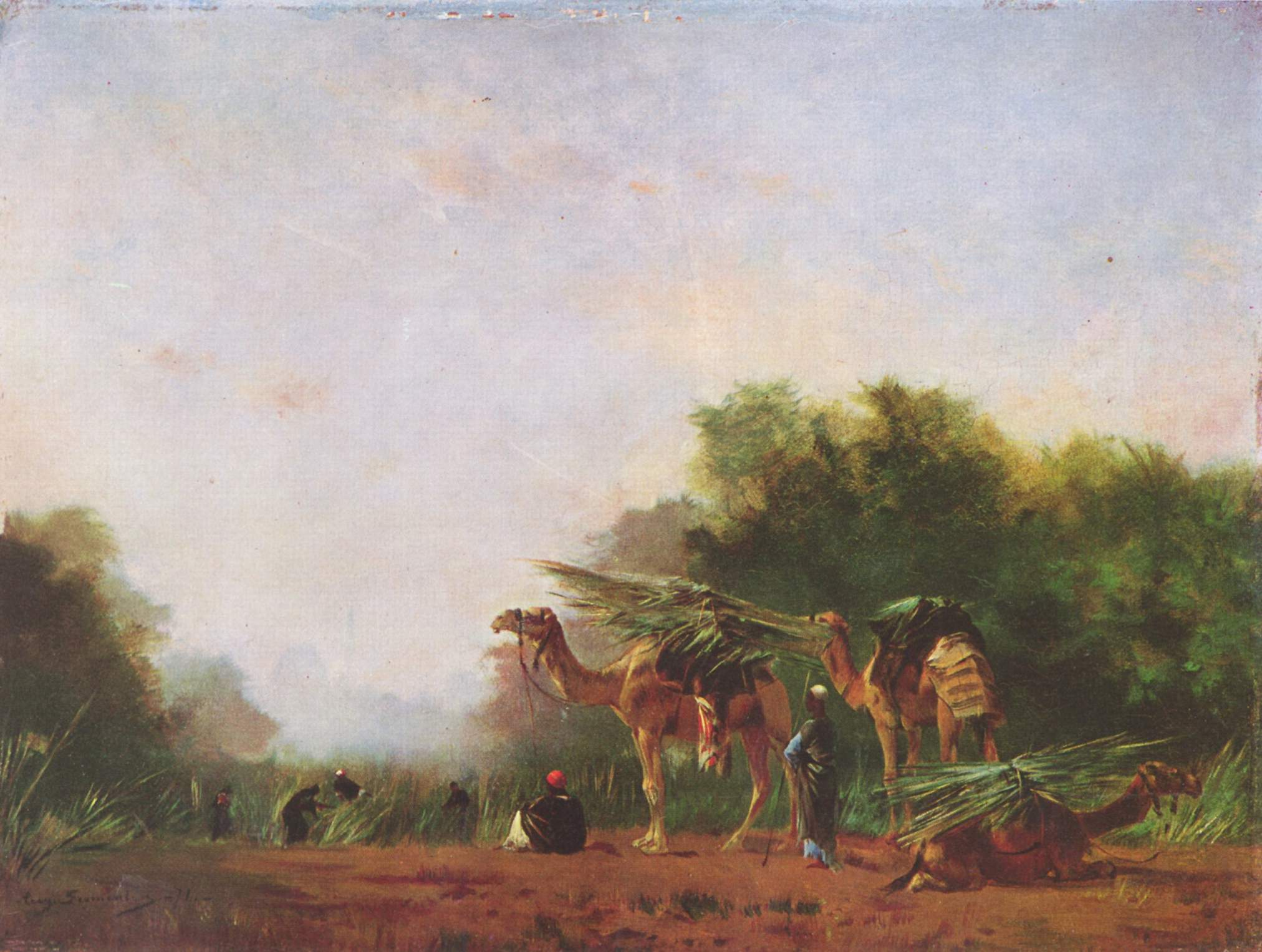
Araber, 1871

### Bilder
- Gazellenjagd, 1856, Leinwand, 98×195 cm.Nantes, Musée des Beaux-Arts
- Falkenjagd in Algerien, 1863
- Halt eines arabischen Reitertrupps in einem Wald, 1868
- Falkenbeize, 1868, Leinwand, 45×85 cm.Paris, Musée National du Louvre
- Falkenbeize in Algerien, Leinwand, 166×117 cm
- Land des Durstes, 1869, Ö/L, Musée d’Orsay, Paris
- Rast arabischer Reiter in der Ebene, 1870, Leinwand, 74×95 cm.Paris, Musée National du Louvre
- Araber, 1871
- Ägyptische Frauen auf dem Rand des Nils (Un Souvenir d'Esneh), 1876, Leinwand, 120×105 cm.Paris, Musée National du Louvre
- Der Nil, Holz, 33×41 cm.Paris, Musée National du Louvre.
- Verdurstende in der Wüste, Leinwand, 103×143 cm; Gesamtmaß: 168×300 cm.Paris, Musée National du Louvre.

### Bücher
- Dominique – ISBN 3-7350-0084-3
- Die Alten Meister – ISBN 3-7701-4393-0